# 페르난도 보테로
페르난도 보테로(스페인어: Fernando Botero Angulo, 1932년 4월 19일~2023년 9월 15일)는 콜롬비아의 화가, 조각가이다. '남미의 피카소'로 불리며 많은 작품들을 남겼다.
부풀려지고 독특한 양감이 드러나는 정물 등을 통해 특유의 유머감각과 남미의 정서를 표현한다는 평가를 받고 있다. 과장된 인체 비례와 뚱뚱한 모습으로 묘사된 인물 그림으로 유명하며 모나리자를 패러디한 뚱뚱한 모나리자는 그의 대표적인 작품이다.